# Krzyżowice (okres Hlubčice)
Krzyżowice (dříve Krzyżowy, česky Křižovy nebo Křižovany, německy Kreisewitz) je ves v jižním Polsku, v Opolském vojvodství, v okrese Hlubčice, v gmině Hlubčice.

## Geografie
Ves leží v Opavské pahorkatině. Vsí protéká potok Złotnik, pravý přítok řeky Pštiny (Ciny).

## Památky
- filiální kostel Navštívení Panny Marie
- kostelní hřbitov
  - oplocení s bránou z 19. století
- dům č. 26 a dům č. 60 z 19. století

## Galerie

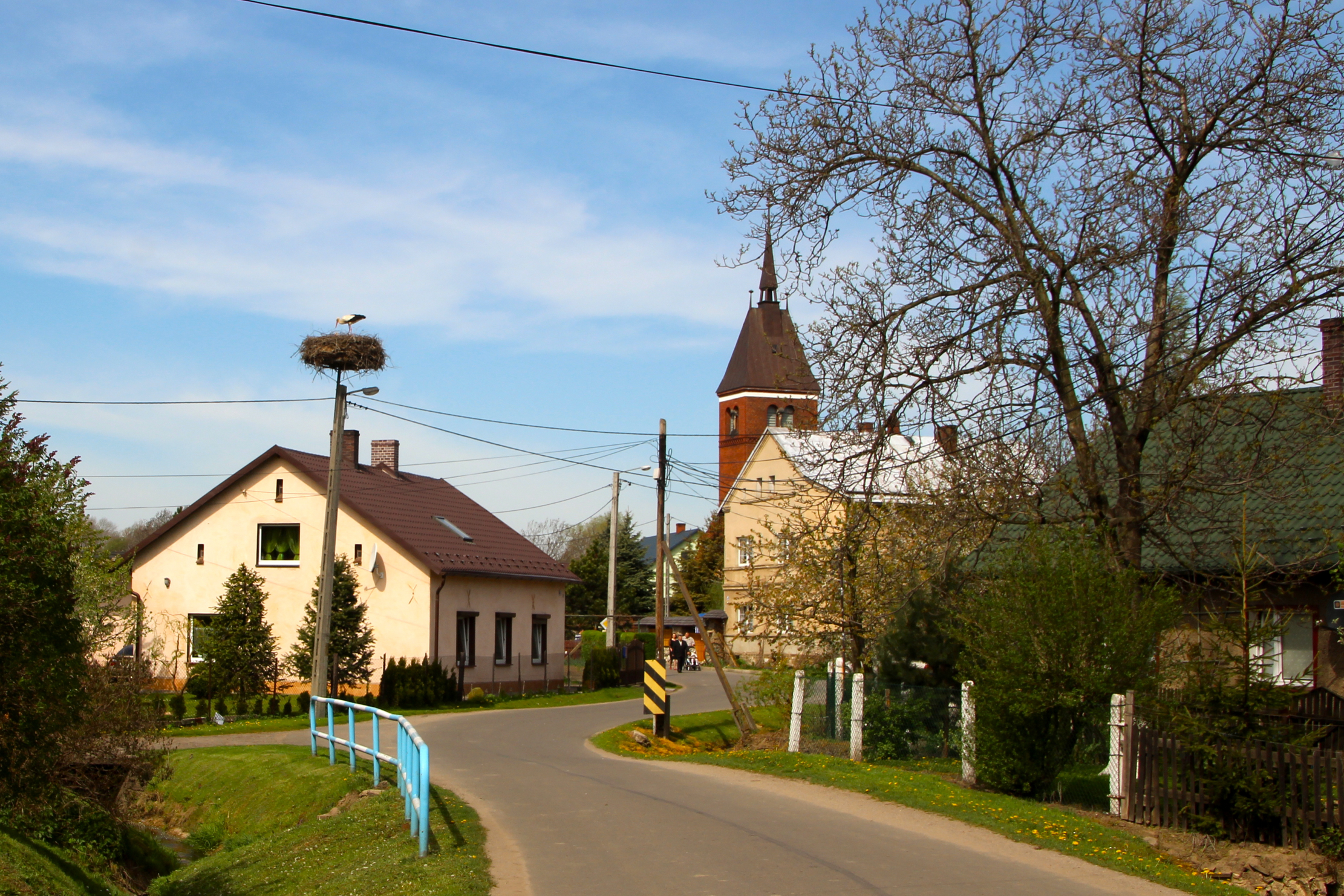
Krzyżowice
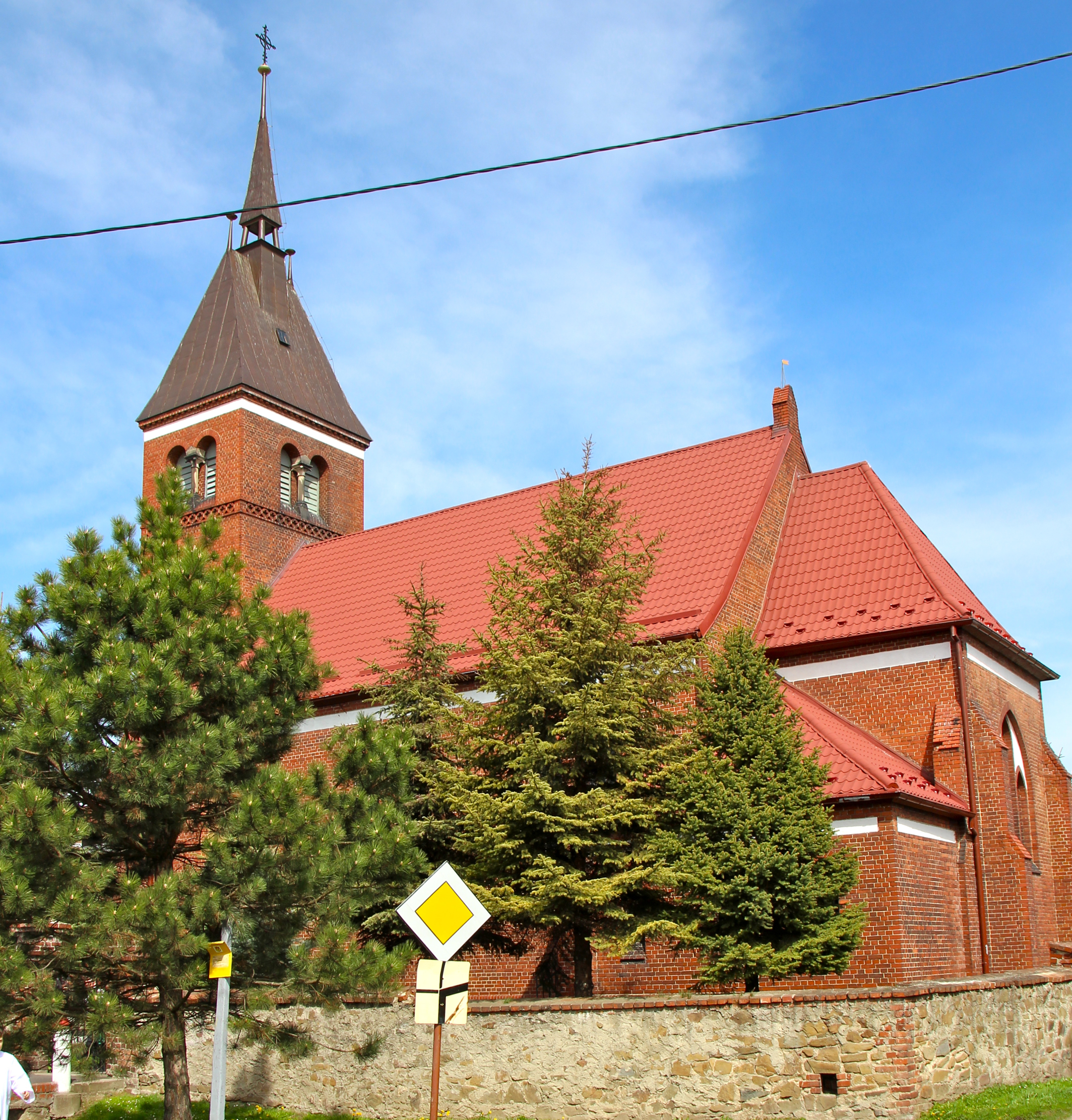
Krzyżowice